# Triesenberg
Triesenberg (Dialekt: Trisabäärg) ist eine Gemeinde im Oberland des Fürstentums Liechtenstein. Triesenberg verfügt über eine Exklave (Turna und Sareis mit dem Ort Malbun) und besteht somit aus zwei nicht zusammenhängenden Flächen. Es ist die flächenmässig grösste und höchstgelegene Gemeinde im Fürstentum. Triesenberg ist eine Weilersiedlung mit den Weilern Rotenboden, Jonaboden, Wangerberg, Steinort/Lavadina, Masescha und Silum. Zudem ist die Gemeinde ein Erholungsort.

## Geographie
| Gaflei |

| Masescha |

| Malbun |

| Silum |

| Steg |

| Triesenberg |

Triesenberg ist mit rund 29,7 Quadratkilometern die flächenmässig grösste Gemeinde des Landes. Das Dorfzentrum liegt in einer Höhe von rund 900 m ü. M. auf einer Terrasse, die vor rund 9500 bis 14'000 Jahren durch den Bergsturz von Triesenberg entstand. Triesenberg stellt damit auch die höchstgelegene Ortschaft des Fürstentums dar. Im Westen grenzt Triesenberg an Triesen, Schaan und Vaduz, im Norden an Planken, im Süden an die zu Balzers gehörende Alp Gapfahl und an Triesen, sowie im Osten an die Alpen Vorder-/Mittlervalorsch/Guschg (Gemeinde Schaan), Hahnenspiel (Vaduz) und Gapfahl  (Balzers). Triesenberg besitzt ausserdem eine Exklave, die sich um den Ort Malbun mit den Alpen Turna und Sareis erstreckt. Neben Malbun gehören auch die Orte Masescha, Silum, Gaflei und Steg zur Gemeinde Triesenberg.
Steg und Malbun sind durch den Tunnel Gnalp–Steg erreichbar.

### Alpen
Die Alpen sind für Triesenberg bis heute von Bedeutung. Mit 2632 Hektaren verfügt Triesenberg über den umfangreichsten Alpenbesitz im Land. Um das Siedlungsgebiet möglichst intensiv zu nutzen, besteht eine gemischte Heu- und Weidewirtschaft. Zwischen den Heimstätten und den hoch gelegenen, zum Heuen nicht geeigneten Gemeindealpen dienen Maiensässe als Zwischenstufe.

## Geschichte

### Walserwanderung
Die ab dem Ende des 13. Jahrhunderts eingewanderten Walser besiedelten wohl als Erste das Gebiet von Triesenberg dauerhaft. Eine erste schriftliche Bezeugung von Walsern am Triesenberg findet sich in einer Urkunde von 1355, in der ihnen ein Teil der Alpe Malbun zuerkannt wird und zwar, wie sie ihn «vormals gehabt haben». Entsprechend müssen sie sich bereits vor diesem Datum angesiedelt und Alpen zu Lehen genommen haben.
Prähistorische Streufunde (Originale im Liechtensteinischem Landesmuseum, Kopien im Walser Heimatmuseum) und romanische Flurnamen wie Guflina, Runggelina, Lavadina usw. weisen auf eine vorwalserische Nutzung des Gebietes hin. Der Vorgang der Verdrängung der romanischen Sprache war um die Zeit der Walsereinwanderung abgeschlossen.
Die Walser besiedelten zuerst die höheren Lagen und breiteten sich erst später talwärts aus. Es bildeten sich dabei Siedlungen mit unterschiedlichen Weilern.
Die «Freien Walser» wurden von den Landesherren für ihre Rodungstätigkeit mit besonderen Freiheitsrechten ausgestattet. So besassen sie mit der «Freien Erbleihe» ein besonders günstiges Besitz- und Nutzungsrecht. Sie waren von Steuern befreit und hatten lediglich einen Zins zu entrichten. Im Jahre 1618, unter den Grafen von Hohenems, wurden die besonderen Rechte der Walser aufgehoben, d. h., sie wurden wie die anderen Landesbürger leibeigen.
1652 wurde der Alpbesitz neu geregelt. Die Alpen – bis auf die Maiensässe Steg und Silum – gelangten und die Genossenschaften blieben in Gemeindebesitz. Die bäuerliche Wirtschaftsart blieb bis 1888 die Einzelsennerei. Die gemeinsame Alpbewirtschaftung erfolgte gegen erheblichen Widerstand der Bauern.

### Spätere Entwicklungen
Nach dem Zweiten Weltkrieg erfolgte ein grosser wirtschaftlicher Aufschwung, und ein grosser Teil der arbeitstätigen Bevölkerung Triesenbergs fand in den Industrie- und Dienstleistungsbetrieben im Tal Beschäftigung. Triesenberg wurde zur Pendlergemeinde.
Von 1960 bis 1993 wurde eine Gesamtmelioration (Bodenzusammenlegung) durchgeführt. Die Landwirtschaft ging seit dem Zweiten Weltkrieg stetig zurück. Heute arbeiten mehr als zwei Drittel der Erwerbstätigen in der Industrie und den Dienstleistungsbetrieben in den Talgemeinden.
Noch heute zeigt sich im walserdeutschen Dialekt der Bewohner von Triesenberg der kulturelle Einfluss der Walser.
Triesenberg war – zusammen mit Triesen und Balzers – eine der letzten drei Gemeinden Liechtensteins, die am 20. April 1986 das Frauenstimmrecht auf Gemeindeebene zuliessen.
Seit 2019 ist die Gemeinde dank ihrer besonderen Lage und ihrer mit der Walserkultur verbundenen Geschichte Teil des Vereins "Die schönsten Schweizer Dörfer", die 48 Dörfer in 17 Schweizer Kantonen sowie das Fürstentum Liechtenstein vertritt.

## Wappen
Im blauen Wappenschild über einem goldenen Dreiberg schwebt eine goldene Glocke mit ebenso gefärbtem Klöppel: Auf Masescha wurde vermutlich bald nach der Einwanderung der Walser eine Kapelle erbaut, wo bis heute der Walserheilige Theodul verehrt wird. Die Theodulsglocke ist seit 1955 Bestandteil des Gemeindewappens.

## Kultur und Sehenswürdigkeiten

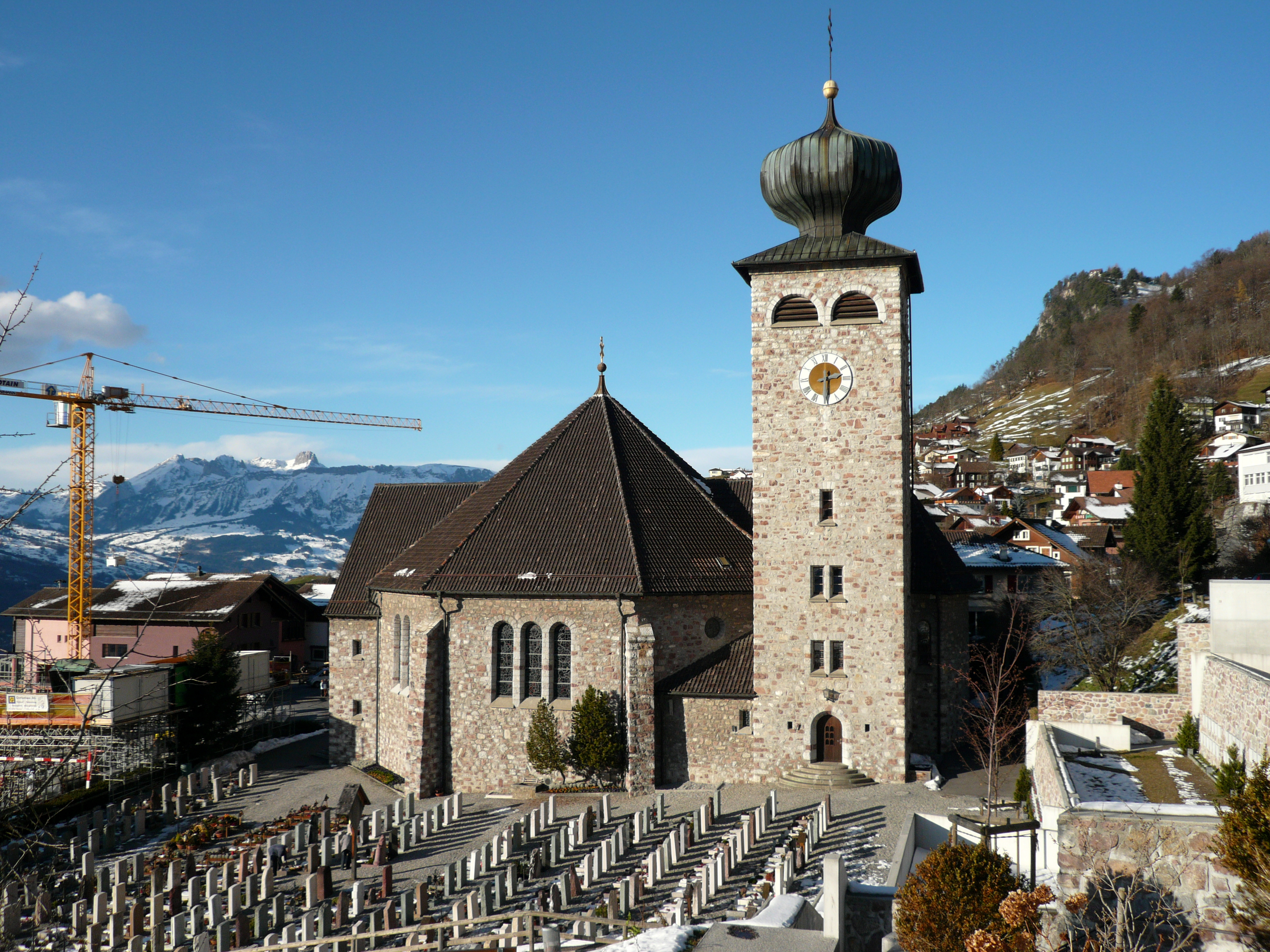
Pfarrkirche St. Josef

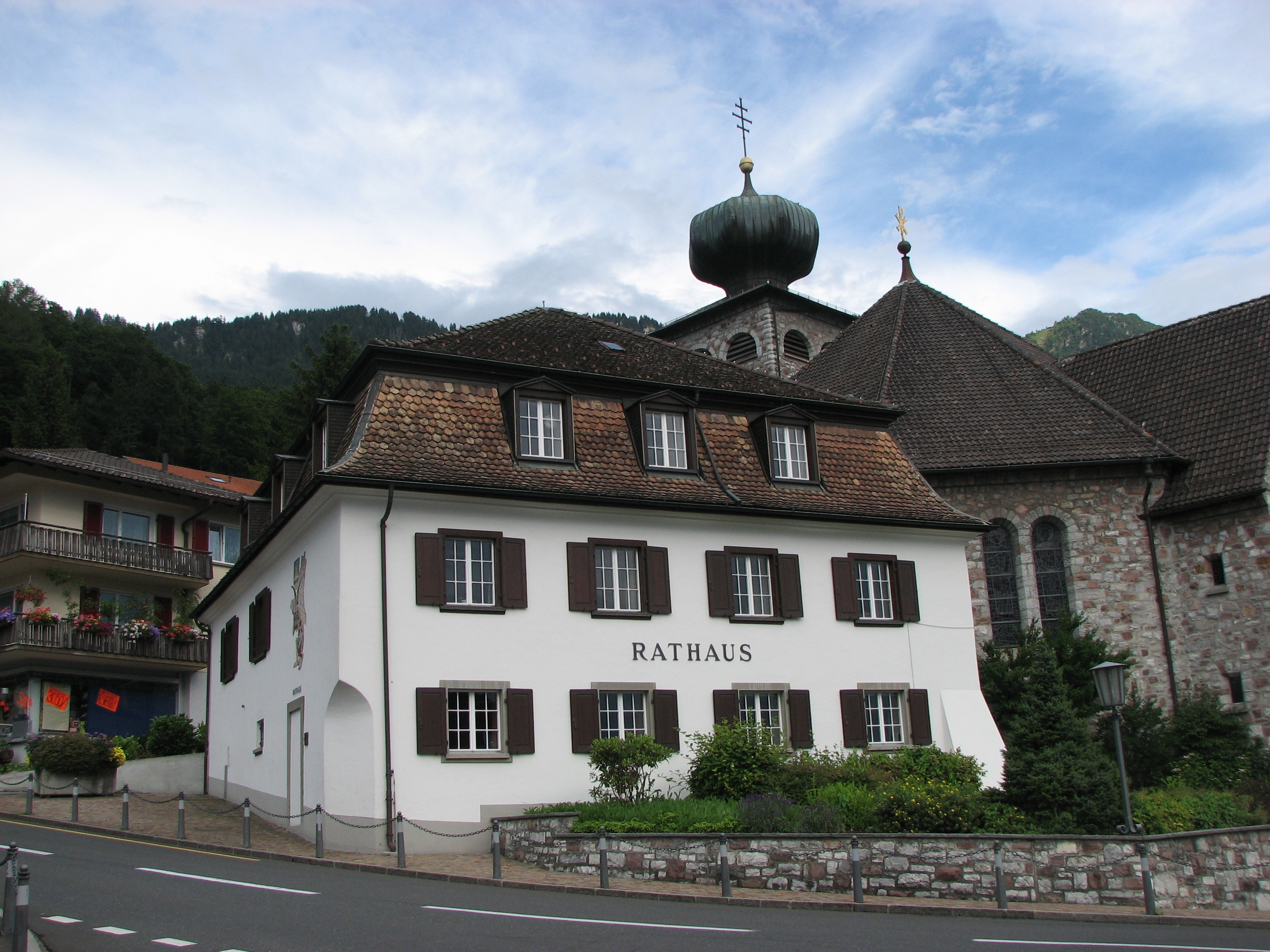
Rathaus und Pfarrkirche St. Josef

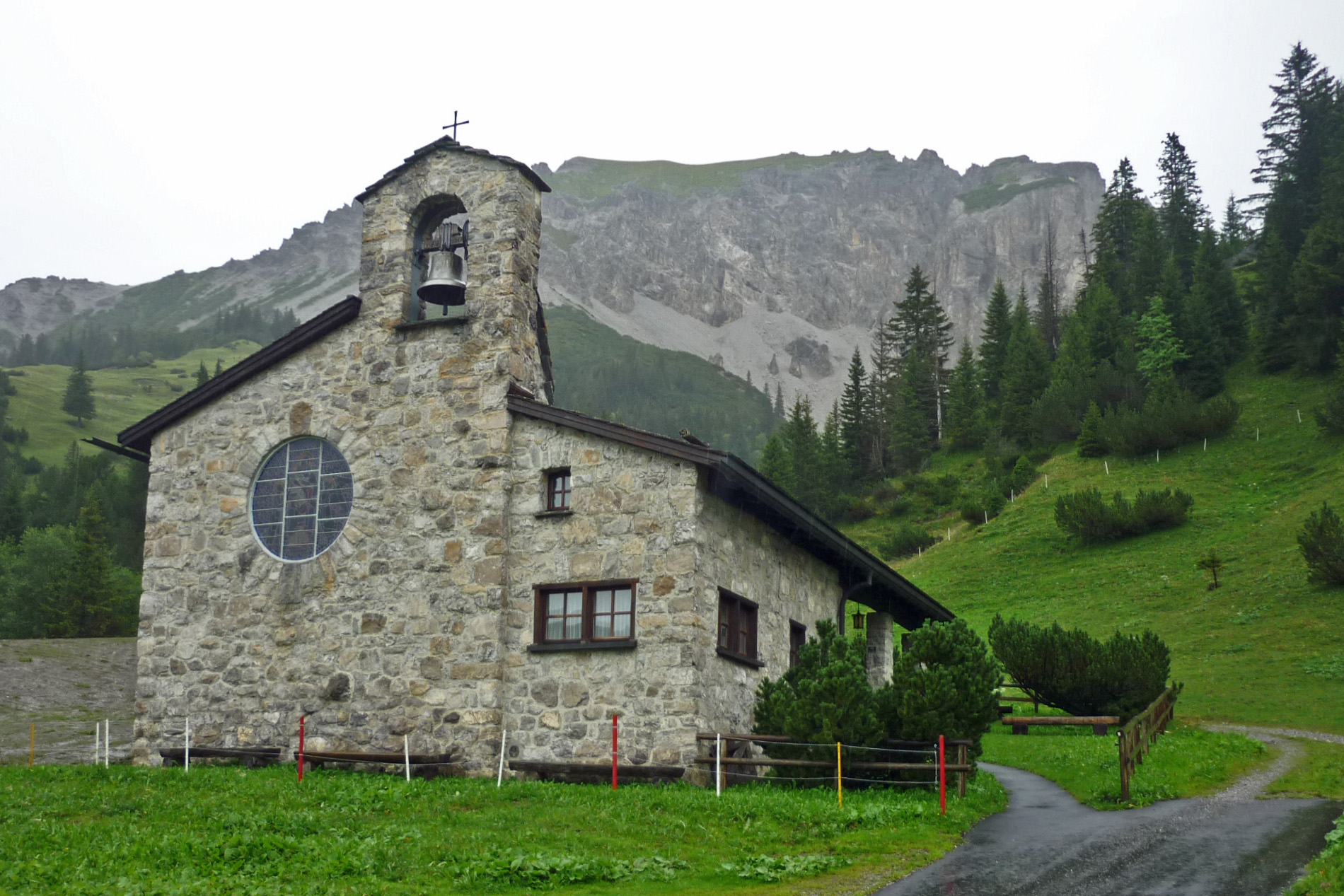
Friedenskapelle von Malbun

- Walsermuseum Triesenberg: Das Museum stellt die Lebensweise der im 13. Jahrhundert eingewanderten Walser dar, zeigt zudem die Pfarreigeschichte und Brauchtümer der Gemeinde. Dem Museum ebenfalls angegliedert ist ein 400 Jahre altes Walserhaus, das die Wohnkultur der damaligen Zeit widerspiegelt.[6]
- Pfarrkirche Fürst Josef Wenzel: Bis zur Gründung einer eigenen Pfarrei im Jahre 1768 war Triesenberg den Pfarreien von Triesen und Schaan zugeteilt. Von 1767 bis 1769 erfolgte schliesslich der Bau der ersten Pfarrkirche von Triesenberg. Die Kirche bestand aus einem einschiffigen Langhaus und einem geschlossenen Chor. Der Turm stellte einen Zwiebelturm mit einem viereckigen Schaft und einem achteckigen Glockengeschoss dar. Im Jahr 1938 wurde die alte Pfarrkirche schliesslich abgebrochen, wobei viele Einrichtungsgegenstände erhalten geblieben sind. So wurde beispielsweise eine der Glocken in die Friedenskapelle nach Malbun verlegt.[7]
- Pfarrkirche St. Josef: In den Jahren 1938 bis 1940 wurde die neue Pfarrkirche am Standort der abgerissenen Pfarrkirche errichtet. Die Kirche ist nach Nordosten ausgerichtet und steht auf einer erhöhten Terrasse im Zentrum von Triesenberg. Wie bei der alten Pfarrkirche wurde wiederum ein für Liechtenstein einmaliger Zwiebelturm errichtet. Die Kirche besitzt fünf Glocken, wobei vier Glocken der alten Pfarrkirche für den Guss der neuen eingeschmolzen wurden.[8]
- Rathaus: Mit dem Bau der ersten Pfarrkirche wurde ein Pfarrhaus am Nordrand des Kirchplatzes errichtet. Im Gegensatz zur alten Pfarrkirche wurde das Pfarrhaus aber nicht abgerissen, sondern in den Jahren 1967–1968 zum Sitz der Gemeindeverwaltung umgebaut, und so stellt das Gebäude heute das Rathaus der Gemeinde dar.[9]
- Friedenskapelle von Malbun: Die Kapelle ist im nördlichen Teil des Ski- und Wandergebiets Malbun gelegen und stellt das höchstgelegene Gotteshaus des Fürstentums dar. Die Kapelle wurde in den Jahren 1950/51 errichtet, die Glocke stammt aus der abgebrochenen alten Pfarrkirche von Triesenberg. Ihren Namen erhielt die Kapelle als Zeichen des Dankes für die Verschonung Liechtensteins vor den Grausamkeiten des Zweiten Weltkrieges.[10]
- Kapelle St. Theodul: Die Kapelle ist im Ort Masescha gelegen und geht auf einen Urbau zurück, der wahrscheinlich kurz nach der Ankunft der Walser um das Jahr 1300 errichtet worden war. Erstmals urkundlich erwähnt wurde die Kapelle 1465. Im Verlauf der Jahrhunderte wurde das Gotteshaus immer wieder umgebaut und erweitert. Seit dem 19. Jahrhundert wurde die Kapelle St. Theodul (ehemals Kapelle Sta. Maria) immer wieder umfassend renoviert.[11]
- Kapelle SS. Wendelin und Martin: Die Kapelle SS. Wendelin und Martin (auch Stegkapelle genannt) ist in der Siedlung Steg gelegen. Die Kapelle hat ihren Ursprung in einem Bildstöcklein und wurde im Jahr 1817 den Heiligen Wendelin und Martin geweiht und ist in der Folgezeit zu einer kleinen Kapelle ausgebaut worden. Nach seiner Verwüstung durch ein Unwetter im Jahr 1830 wurde das Gotteshaus wiederhergestellt und wiederum erweitert. In den Jahren 1906/1907 wurde die Kapelle umfassend umgebaut und erhielt so ihr heutiges Erscheinungsbild.[12]
- Geografischer Mittelpunkt Liechtensteins: Der geografische Mittelpunkt von Liechtenstein liegt auf Alp Bargälla, östlich von Gaflei. Markiert wird der Mittelpunkt durch einen rund vier Tonnen schweren Findling.[13]

## Teilorte

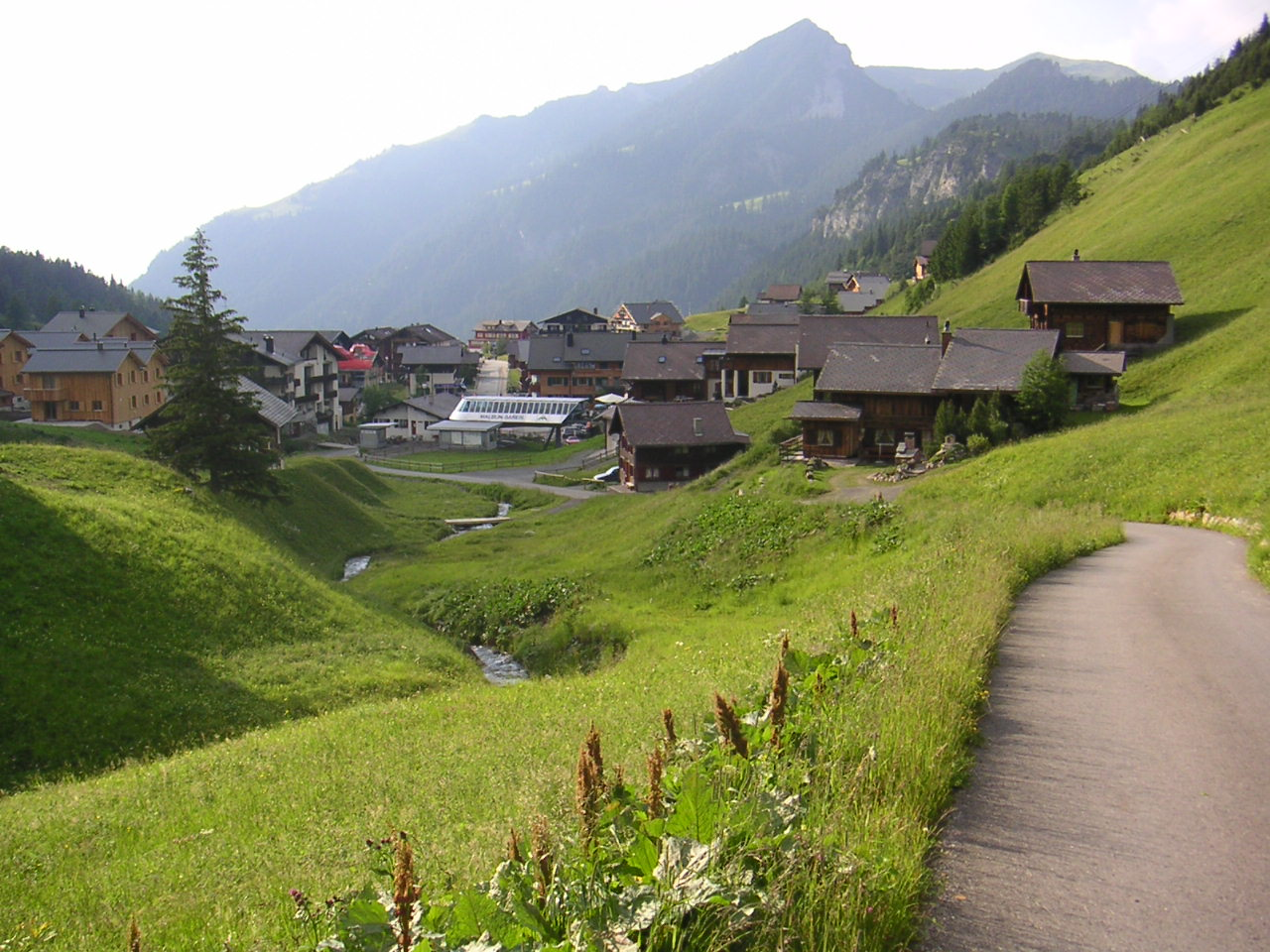
Blick auf Malbun

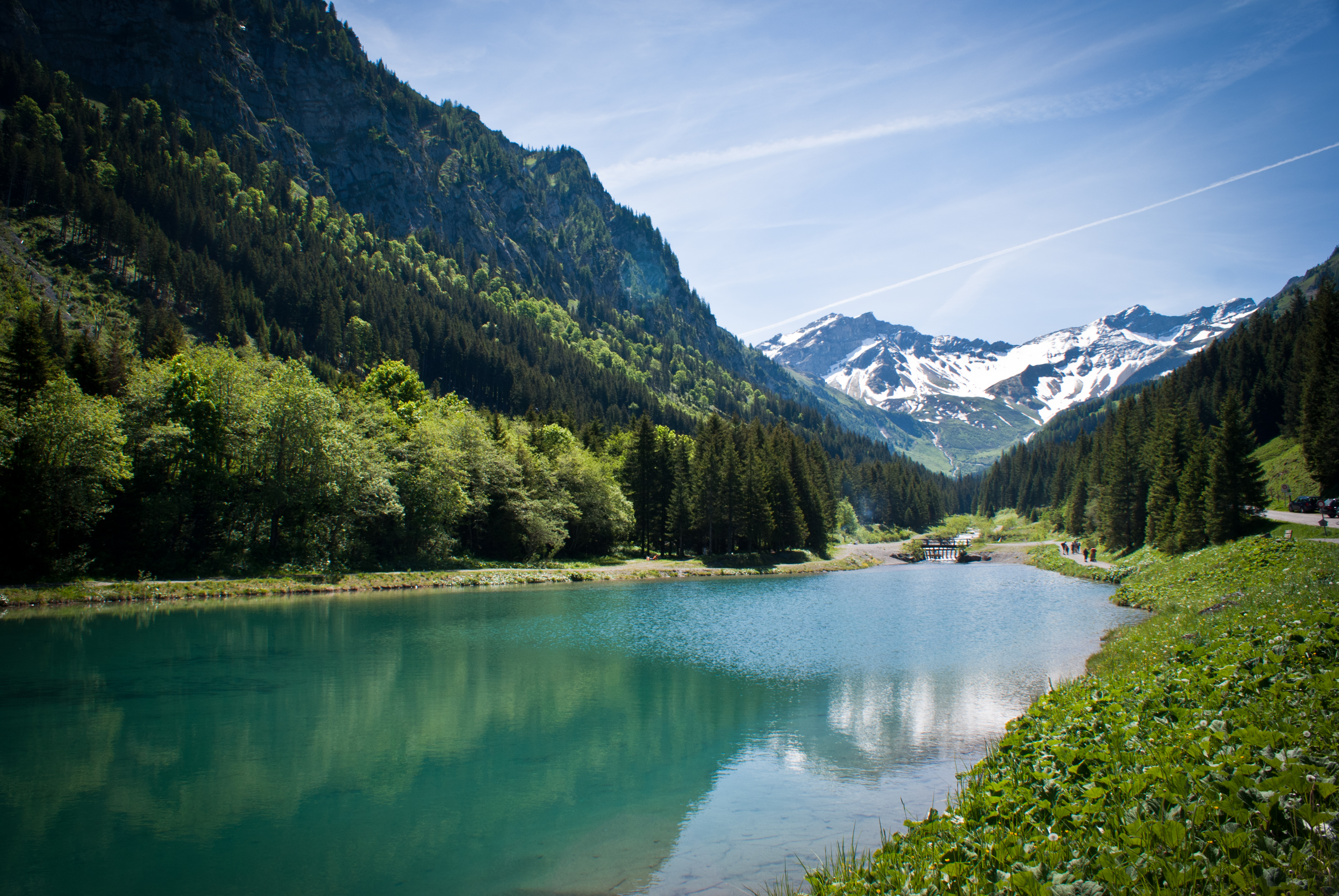
Stausee Steg

### Malbun
Malbun ist ein Hochtal auf rund 1600 m ü. M. und besteht aus den Alpen Turna (Gemeindealpe) und Pradamee (Genossenschaftsalpe von Vaduz). Der Name Malbun  stammt aus dem Romanischen und kommt von alp bun ‚schöne, ertragreiche Alp‘ oder val bun ‚schönes, ertragreiches Tal‘.
Um das Jahr 1925 bestand Malbun aus einer Streusiedlung mit rund 50 Maiensässhütten. Seit Ende der 1950er-Jahre wurde Malbun zu einem Ski- und Wandergebiet ausgebaut, das heute zahlreiche Ferienhäuser, Hotels und Restaurants umfasst. Es ist das einzige Wintersportgebiet in Liechtenstein.
Ausserdem ist Malbun ein Ziel für Bergetappen der Tour de Suisse (2004, 2007, 2011 und 2022) sowie das Ziel des LGT Alpin Marathons.

### Steg
Steg liegt im Saminatal und war einst ein Maiensäss für die Bauern von Triesenberg.
Die Siedlung Steg besteht aus den Teilen Grossstäg und Chleistäg mit rund 80 bzw. 45 Hütten, die zum grössten Teil zu Ferienwohnungen umgebaut worden sind. Die Häuser sind dabei in beiden Siedlungen um je eine Wiesenfläche gelegen. In unmittelbarer Nähe zur Siedlung liegen der Stausee Steg und der Gänglesee.
Heute ist Steg im Sommer Ausgangspunkt für viele verschiedene Wanderungen – im Winter bietet es eine einen Kilometer lange Natur-Rodelbahn und einige Kilometer Langlaufloipen.

### Gaflei
Gaflei ist auf rund 1500 m ü. M. im Norden von Triesenberg gelegen. Gaflei war der erste Kurort von Liechtenstein, und obwohl das einstige Kurhaus nicht mehr besteht, ist Gaflei ein beliebtes Erholungs- und Ausflugsgebiet geblieben. Im Jahr 1976 war Gaflei Etappenort der Tour de Suisse und ist dabei als eine der anspruchsvollsten Etappen in die Tour-de-Suisse-Geschichte eingegangen.

### Masescha
Masescha war einer der ersten Siedlungsorte der Walser (Walliser) und liegt in etwa 1250 Metern Höhe an der Zufahrtsstrasse nach Gaflei. Die Siedlung hat den Charakter einer Streusiedlung, wobei die wenigsten Bauten ganzjährig bewohnt sind.

## Politik
Gemeindevorsteher ist seit der Gemeindewahl am 15. März 2015 Christoph Beck von der Vaterländischen Union (VU), der Hubert Sele ablöste. Bei der Gemeindewahl am 5. März 2023 wurde er erneut mit 59,7 % bestätigt.
Der elfköpfige Gemeinderat, Gemeindevorsteher eingeschlossen, setzt sich nach der Gemeindewahl 2023 mit einer Wahlbeteiligung von 82,9 % wie folgt zusammen:
- Vaterländische Union (VU): 6 (± 0) (einschliesslich Gemeindevorsteher)
- Fortschrittliche Bürgerpartei in Liechtenstein (FBP): 5 (+ 1)

## Persönlichkeiten

### Töchter und Söhne der Gemeinde
- Josef Schlegel (1814–1887), Politiker
- Alois Gassner (1847–1916), Pionier und Rancher in Oregon, Vereinigte Staaten[15]
- Justina Gassner (1848–1920), geborene Lampert, Pionier und Rancher in den Vereinigten Staaten
- Meinrad Schädler (1880–1964), Landwirt, Viehhändler und Politiker
- Gustav Schädler (1883–1961), Regierungschef des Fürstentums Liechtenstein
- Wilhelm Beck (1885–1936), Mitbegründer der Partei Vaterländische Union (1918)
- David Beck (1893–1966), Archäologe und Heimatforscher
- Eugen Schädler (1895–1966), Baumeister und erfolgreicher Unternehmer in Basel. Pionier und Erfinder der pat. Schädler-Verfahren für die innenseitige Sanierung von Kaminen mit Lizenzfirmen in vielen Ländern in Europa.
- Theodor Schädler (1896–1975), Elektroingenieur, Anführer der Volksdeutschen Bewegung in Liechtenstein
- Franz Schädler (1917–2004), Skirennläufer
- Max Gassner (1926–1994), Skirennläufer
- Leopold Schädler (1926–1992), Skirennläufer
- Franz Beck (1930–2000), Skirennläufer
- Ewald Eberle (* 1933), Skirennläufer
- Julius Schädler (1941–2001), Rennrodler
- Josef Gassner (* 1944), Skirennläufer
- Hans-Walter Schädler (* 1945), Skirennläufer
- Wolfgang Ender (* 1946), Skirennläufer
- Arnold Beck (1949–2014), Skirennläufer
- Martha Bühler (* 1951), Skirennläuferin und Hotelbesitzerin
- Werner Sele (* 1951), Rennrodler
- Erich Sprenger (* 1954), Politiker
- Wolfgang Schädler (* 1958), Rennrodler
- Marco Schädler (* 1964), Komponist
- Jolanda Vogt-Kindle (* 1965), Skirennläuferin
- Jacqueline Vogt (* 1969), Skirennläuferin
- Wendelin Lampert (* 1970), Politiker (FBP)
- Moritz Schädler (* 1987), Musiker, Stand-up-Comedian

### Sonstige Personen
- Jakob Vetsch (1879–1942), Schweizer Mundartforscher und Schriftsteller, lebte von 1927 bis 1934 im Weiler Rotaboda nordöstlich des Dorfkerns von Triesenberg. Im Fürstentum Liechtenstein hatte er sich an der Hilfsaktion zugunsten der vom Dammbruch des Rheins am 25. September 1927 betroffenen Bevölkerung beteiligt.
- Paul Gallico (1897–1976), amerikanischer Schriftsteller. Unter vielen anderen Büchern und Filmen Autor der Geschichte "Ludmilla", die 1958 als Ein wunderbarer Sommer (Kinder der Berge) verfilmt wurde. Der Film spielte hauptsächlich in Triesenberg. Gallico lebte in den 1950er-Jahren im "Chalet zur Heimat" in der Hega und auf Masescha.
- Adolf Ratjen (1910–1989), Ratjen und Josef Steegmann halfen 1944/45, die Sammlungen des Fürsten von Liechtenstein nach Vaduz zu retten. Am Kriegsende flüchtete Ratjen nach Vaduz, wo ihm Fürst Franz-Josef II das liechtensteinische Ehrenbürgerrecht verlieh (1946). Er wohnte zuerst für einige Jahre im "Chalet zur Heimat" in der Hega.
- Engelbert Bucher (1913–2005), ab 1943 Pfarrer von Triesenberg und katholischer Würdenträger, ist Ehrenbürger von Triesenberg, wo er auch verstarb
- Hans Hass (1919–2013), Tauchpionier und Meeresforscher, lebte von 1960 bis 2006 in dem historischen Walser Bauernhaus „Waldi“ in Masescha.